# Elecciones a las Juntas Generales de Álava de 2011
Las elecciones a las Juntas Generales de Álava de 2011 se celebraron el 22 de mayo de dicho año en Álava, en el ámbito de las Elecciones a las Juntas Generales del País Vasco. En ellas se diversificó el panorama político con la entrada de Bildu. Las elecciones fueron ganadas por el Partido Popular, aunque sin conseguir mayoría absoluta.

## Resultados
| Diputado general y gobierno | Partido            | Votos  | %      | Escaños | +/- |
| --- | ------------------ | ------ | ------ | ------- | --- |
| - Diputado general: Javier de Andrés (PP) - Gobierno: PP (en minoría) - Censo: 245.781 - Abstención: 89.391 (36,37%) - Nulos: 3.657 (2,34%) - En blanco: 4.178 (2,67%) | PP                 | 39.652 | 26,69% | 16      | 1   |
| - Diputado general: Javier de Andrés (PP) - Gobierno: PP (en minoría) - Censo: 245.781 - Abstención: 89.391 (36,37%) - Nulos: 3.657 (2,34%) - En blanco: 4.178 (2,67%) | EAJ-PNV/H1!        | 36.224 | 24,38% | 13      | 1   |
| - Diputado general: Javier de Andrés (PP) - Gobierno: PP (en minoría) - Censo: 245.781 - Abstención: 89.391 (36,37%) - Nulos: 3.657 (2,34%) - En blanco: 4.178 (2,67%) | Bildu              | 32.004 | 21,54% | 11      | 9 a |
| - Diputado general: Javier de Andrés (PP) - Gobierno: PP (en minoría) - Censo: 245.781 - Abstención: 89.391 (36,37%) - Nulos: 3.657 (2,34%) - En blanco: 4.178 (2,67%) | PSE-EE             | 24.912 | 16,77% | 9       | 5   |
| - Diputado general: Javier de Andrés (PP) - Gobierno: PP (en minoría) - Censo: 245.781 - Abstención: 89.391 (36,37%) - Nulos: 3.657 (2,34%) - En blanco: 4.178 (2,67%) | EB-B               | 6.253  | 4,21%  | 2       | 1   |
| - Diputado general: Javier de Andrés (PP) - Gobierno: PP (en minoría) - Censo: 245.781 - Abstención: 89.391 (36,37%) - Nulos: 3.657 (2,34%) - En blanco: 4.178 (2,67%) | Aralar             | 4.174  | 2,81%  | 0       | 1   |
| - Diputado general: Javier de Andrés (PP) - Gobierno: PP (en minoría) - Censo: 245.781 - Abstención: 89.391 (36,37%) - Nulos: 3.657 (2,34%) - En blanco: 4.178 (2,67%) | UPyD               | 2.747  | 1,85%  | ---     | --- |
| - Diputado general: Javier de Andrés (PP) - Gobierno: PP (en minoría) - Censo: 245.781 - Abstención: 89.391 (36,37%) - Nulos: 3.657 (2,34%) - En blanco: 4.178 (2,67%) | PUM+J              | 1.939  | 1,31%  | ---     | --- |
| - Diputado general: Javier de Andrés (PP) - Gobierno: PP (en minoría) - Censo: 245.781 - Abstención: 89.391 (36,37%) - Nulos: 3.657 (2,34%) - En blanco: 4.178 (2,67%) | Berdeak-Los Verdes | 650    | 0,44%  | ---     | --- |
| - Diputado general: Javier de Andrés (PP) - Gobierno: PP (en minoría) - Censo: 245.781 - Abstención: 89.391 (36,37%) - Nulos: 3.657 (2,34%) - En blanco: 4.178 (2,67%) | EAE-ANV            | ---    | ---    | ---     | 4   |

a Respecto a Eusko Alkartasuna.

## Resultados por circunscripciones

### Ayala
| Cuadrilla            | Censo | Partido     | Votos | %      | Procuradores | +/-           |
| -------------------- | --- | ----------- | ----- | ------ | ------------ | ------------- |
| Ayala 6 procuradores | - Censo: 27.962 - Votantes: 19.015 (68,00%) - Abstención: 8.947 (32,00%) - Nulos: 458 (2,41%) - Válidos: 18.557 - Blancos: 440 (2,31%) - A candidaturas: 18.117 | EAJ-PNV/H1! | 6.391 | 35,28% | 3            | Sin cambios   |
| Ayala 6 procuradores | - Censo: 27.962 - Votantes: 19.015 (68,00%) - Abstención: 8.947 (32,00%) - Nulos: 458 (2,41%) - Válidos: 18.557 - Blancos: 440 (2,31%) - A candidaturas: 18.117 | Bildu       | 6.104 | 33,69% | 2            | 1 a           |
| Ayala 6 procuradores | - Censo: 27.962 - Votantes: 19.015 (68,00%) - Abstención: 8.947 (32,00%) - Nulos: 458 (2,41%) - Válidos: 18.557 - Blancos: 440 (2,31%) - A candidaturas: 18.117 | PP          | 2.320 | 12,81% | 1            | Sin cambios   |
| Ayala 6 procuradores | - Censo: 27.962 - Votantes: 19.015 (68,00%) - Abstención: 8.947 (32,00%) - Nulos: 458 (2,41%) - Válidos: 18.557 - Blancos: 440 (2,31%) - A candidaturas: 18.117 | PSE-EE      | 2.086 | 11,51% | 0            | 1             |
| Ayala 6 procuradores | - Censo: 27.962 - Votantes: 19.015 (68,00%) - Abstención: 8.947 (32,00%) - Nulos: 458 (2,41%) - Válidos: 18.557 - Blancos: 440 (2,31%) - A candidaturas: 18.117 | Aralar      | 570   | 3,15%  | 0            | Sin cambios   |
| Ayala 6 procuradores | - Censo: 27.962 - Votantes: 19.015 (68,00%) - Abstención: 8.947 (32,00%) - Nulos: 458 (2,41%) - Válidos: 18.557 - Blancos: 440 (2,31%) - A candidaturas: 18.117 | EB-B        | 395   | 2,18%  | 0            | Sin cambios   |
| Ayala 6 procuradores | - Censo: 27.962 - Votantes: 19.015 (68,00%) - Abstención: 8.947 (32,00%) - Nulos: 458 (2,41%) - Válidos: 18.557 - Blancos: 440 (2,31%) - A candidaturas: 18.117 | Berdeak-LV  | 251   | 1,39%  | 0            | Nuevo partido |

### Vitoria
| Cuadrilla               | Censo | Partido     | Votos  | %      | Procuradores | +/-           |
| ----------------------- | --- | ----------- | ------ | ------ | ------------ | ------------- |
| Vitoria 38 procuradores | - Censo: 182.865 - Votantes: 112.598 (61,57%) - Abstención: 70.267 (38,43%) - Nulos: 2.618 (2,33%) - Válidos: 109.980 - Blancos: 3.132 (2,78%) - A candidaturas: 106.848 | PP          | 31.953 | 29,91% | 13           | 1             |
| Vitoria 38 procuradores | - Censo: 182.865 - Votantes: 112.598 (61,57%) - Abstención: 70.267 (38,43%) - Nulos: 2.618 (2,33%) - Válidos: 109.980 - Blancos: 3.132 (2,78%) - A candidaturas: 106.848 | EAJ-PNV/H1! | 22.113 | 20,70% | 8            | Sin cambios   |
| Vitoria 38 procuradores | - Censo: 182.865 - Votantes: 112.598 (61,57%) - Abstención: 70.267 (38,43%) - Nulos: 2.618 (2,33%) - Válidos: 109.980 - Blancos: 3.132 (2,78%) - A candidaturas: 106.848 | PSE-EE      | 20.246 | 18,95% | 8            | 4             |
| Vitoria 38 procuradores | - Censo: 182.865 - Votantes: 112.598 (61,57%) - Abstención: 70.267 (38,43%) - Nulos: 2.618 (2,33%) - Válidos: 109.980 - Blancos: 3.132 (2,78%) - A candidaturas: 106.848 | Bildu       | 19.462 | 18,21% | 7            | 6 a           |
| Vitoria 38 procuradores | - Censo: 182.865 - Votantes: 112.598 (61,57%) - Abstención: 70.267 (38,43%) - Nulos: 2.618 (2,33%) - Válidos: 109.980 - Blancos: 3.132 (2,78%) - A candidaturas: 106.848 | EB-B        | 5.414  | 5,07%  | 2            | 1             |
| Vitoria 38 procuradores | - Censo: 182.865 - Votantes: 112.598 (61,57%) - Abstención: 70.267 (38,43%) - Nulos: 2.618 (2,33%) - Válidos: 109.980 - Blancos: 3.132 (2,78%) - A candidaturas: 106.848 | Aralar      | 2.974  | 2,78%  | 0            | 1             |
| Vitoria 38 procuradores | - Censo: 182.865 - Votantes: 112.598 (61,57%) - Abstención: 70.267 (38,43%) - Nulos: 2.618 (2,33%) - Válidos: 109.980 - Blancos: 3.132 (2,78%) - A candidaturas: 106.848 | UPyD        | 2.747  | 2,57%  | 0            | Nuevo partido |
| Vitoria 38 procuradores | - Censo: 182.865 - Votantes: 112.598 (61,57%) - Abstención: 70.267 (38,43%) - Nulos: 2.618 (2,33%) - Válidos: 109.980 - Blancos: 3.132 (2,78%) - A candidaturas: 106.848 | PUM+J       | 1.939  | 1,81%  | 0            | Nuevo partido |
| Vitoria 38 procuradores | - Censo: 182.865 - Votantes: 112.598 (61,57%) - Abstención: 70.267 (38,43%) - Nulos: 2.618 (2,33%) - Válidos: 109.980 - Blancos: 3.132 (2,78%) - A candidaturas: 106.848 | EAE-ANV     | ---    | ---    | ---          | 3             |

### Zuya, Salvatierra, Añana, Campezo y Laguardia
| Cuadrilla                                                    | Censo | Partido     | Votos | %      | Procuradores | +/-           |
| ------------------------------------------------------------ | --- | ----------- | ----- | ------ | ------------ | ------------- |
| Zuya, Salvatierra, Añana, Campezo y Laguardia 7 procuradores | - Censo: 34.954 - Votantes: 24.777 (70,88%) - Abstención: 10.177 (29,12%) - Nulos: 581 (2,34%) - Válidos: 24.196 - Blancos: 606 (2,45%) - A candidaturas: 23.590 | EAJ-PNV/H1! | 7.720 | 32,73% | 2            | 1             |
| Zuya, Salvatierra, Añana, Campezo y Laguardia 7 procuradores | - Censo: 34.954 - Votantes: 24.777 (70,88%) - Abstención: 10.177 (29,12%) - Nulos: 581 (2,34%) - Válidos: 24.196 - Blancos: 606 (2,45%) - A candidaturas: 23.590 | Bildu       | 6.438 | 27,29% | 2            | 2 a           |
| Zuya, Salvatierra, Añana, Campezo y Laguardia 7 procuradores | - Censo: 34.954 - Votantes: 24.777 (70,88%) - Abstención: 10.177 (29,12%) - Nulos: 581 (2,34%) - Válidos: 24.196 - Blancos: 606 (2,45%) - A candidaturas: 23.590 | PP          | 5.379 | 22,80% | 2            | Sin cambios   |
| Zuya, Salvatierra, Añana, Campezo y Laguardia 7 procuradores | - Censo: 34.954 - Votantes: 24.777 (70,88%) - Abstención: 10.177 (29,12%) - Nulos: 581 (2,34%) - Válidos: 24.196 - Blancos: 606 (2,45%) - A candidaturas: 23.590 | PSE-EE      | 2.580 | 10,94% | 1            | Sin cambios   |
| Zuya, Salvatierra, Añana, Campezo y Laguardia 7 procuradores | - Censo: 34.954 - Votantes: 24.777 (70,88%) - Abstención: 10.177 (29,12%) - Nulos: 581 (2,34%) - Válidos: 24.196 - Blancos: 606 (2,45%) - A candidaturas: 23.590 | Aralar      | 630   | 2,67%  | 0            | Sin cambios   |
| Zuya, Salvatierra, Añana, Campezo y Laguardia 7 procuradores | - Censo: 34.954 - Votantes: 24.777 (70,88%) - Abstención: 10.177 (29,12%) - Nulos: 581 (2,34%) - Válidos: 24.196 - Blancos: 606 (2,45%) - A candidaturas: 23.590 | EB-B        | 444   | 1,88%  | 0            | Sin cambios   |
| Zuya, Salvatierra, Añana, Campezo y Laguardia 7 procuradores | - Censo: 34.954 - Votantes: 24.777 (70,88%) - Abstención: 10.177 (29,12%) - Nulos: 581 (2,34%) - Válidos: 24.196 - Blancos: 606 (2,45%) - A candidaturas: 23.590 | Berdeak-LV  | 399   | 1,69%  | 0            | Nuevo partido |
| Zuya, Salvatierra, Añana, Campezo y Laguardia 7 procuradores | - Censo: 34.954 - Votantes: 24.777 (70,88%) - Abstención: 10.177 (29,12%) - Nulos: 581 (2,34%) - Válidos: 24.196 - Blancos: 606 (2,45%) - A candidaturas: 23.590 | EAE-ANV     | ---   | ---    | ---          | 1             |

a Respecto a Eusko Alkartasuna.

## Votación de investidura
| Votación de investidura Mayoría absoluta: 26/51 |                                                                  |       |
| Voto                                            | Partidos                                                         | Votos |
| Javier de Andrés                                | Partido Popular, Partido Socialista de Euskadi-Euskadiko Ezkerra | 25    |
| Xabier Agirre                                   | Partido Nacionalista Vasco, Bildu                                | 24    |
| Nerea Gálvez                                    | Ezker Batua-Berdeak                                              | 2     |